# ISO 3166-2:AX
ISO 3166-2:AX este o secțiune a ISO 3166-2, parte a standardului ISO 3166, publicat de Organizația Internațională de Standardizare (ISO), care definește codurile pentru subdiviziunile Insulelor Åland (a cărui cod ISO 3166-1 alpha-2 este AX).
În prezent niciun cod nu este alocat unei subdiviziuni. Insulele Åland reprezintă o regiune autonomă a Finlandei, fiind împărțite în sub-regiuni.